# Isidore Barbarin
Isidore John Barbarin (New Orleans, 24 september 1872 - aldaar, 12 juni 1960) was een Amerikaanse kornettist en althoornist in de New Orleans-jazz.
Barbarin begon op zijn vijftiende kornet te spelen. Hij was actief in de Onward Brass Band, de Excelsior Brass Band en de Tuxedo Brass Band van Papa Celestin. Zijn hoofdberoep was koetsier.
Hij maakte zijn eerste opnames in 1945 met een band onder leiding van Bunk Johnson (Bunk´s Brass Band. Hij speelde daarin althoorn; de opnames hadden plaats in het huis van George Lewis) en in 1946 nam hij op met de Original Zenith Brass Band (als mellofoon-speler).
Zijn vier zonen waren eveneens musici: de drummers Paul Barbarin en Louis Barbarin, de trombonist Lucien Barbarin (1905–1960) en de kornettist William Barbarin (1907–1973). Zijn kleinzoon Danny Barker is ook een beroemde muzikant.